# パフォス城
パフォス城（ギリシア語: Κάστρο της Πάφου, 英語: Paphos Castle）はキプロス（南キプロス・ギリシャ共和国）のパフォスにある城。
パフォス城は、港を守るためビザンティン時代に建てられたサランタ・コロネス砦が、1222年の地震で崩壊したため、その500m南に位置する港の突端に13世紀のフランス系キプロス王国時代に新たに造られたものである。建設当時は現在見られる城の他に、もう一つ円形の塔が建てられており、2つの建物は城壁で結ばれていた。これらの建物は15世紀まで使われていたが、一方は地震で倒壊し、もう一方は1570年のオスマン帝国襲撃直前の爆発事故によって崩壊した。現在見られる城塞の建物は、これらの破壊された建物うち西側の一方を、オスマン帝国時代の1780年に修復したものである。
時代の変遷と共に城塞の利用目的も変化し、防衛施設、牢獄、英国支配時には塩の倉庫として使われていた。現在は史跡として公開されると共に、9月に行われる芸術祭（Pafos Aphrodite Festival）での演劇会場としても使われる。
パフォスにある他の遺跡群と共に、1980年にUNESCO世界文化遺産に登録された。

## 現地へのアクセス
- カト・パフォス バスターミナルの南西 約500m, 港の防波堤上にある